# 장남 (촉한)

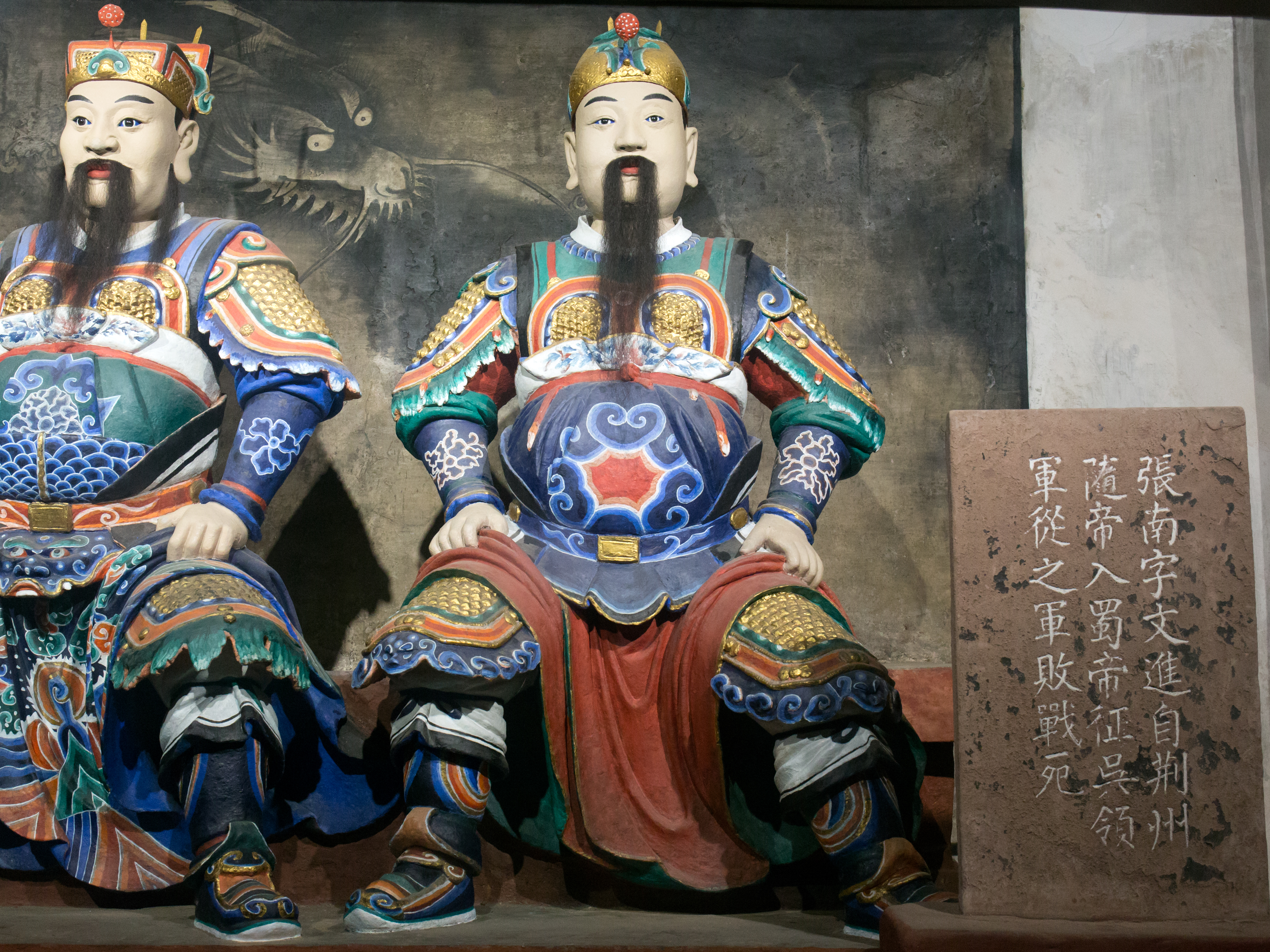

장남(張南, ? ~ 222년)은 중국 삼국시대 촉한의 장수로, 자는 문진(文進)이다.

## 행적
유비(劉備)가 형주에 있을 때부터 그를 따랐다.
유비가 익주를 차지하고 촉나라를 세운 후 오나라에게 빼앗긴 형주를 치러 갔는데, 이릉 대전에서 육손(陸遜)에게 패하여 후퇴할 때 풍습(馮習)과 함께 오군과 싸우다 전사했다.

## 《삼국지연의》에서의 장남
유비가 오나라를 공격할 때, 손환(孫桓)이 의도(宜都)에서 촉군을 막으려 하자, 오반(吳班), 풍습과 함께 손환의 진영을 공격해 승리에 기여했다. 유비의 보복을 두려워한 미방(糜芳)과 부사인(傅士仁)이 항복해 오자, 이들을 유비의 본영으로 보냈다.
이후 손환이 지키는 이릉성을 공격하다가 유비가 화공으로 대패했다는 소식을 듣고 구원에 나섰으나 오군과 싸우던 중 성에서 뛰쳐나온 손환에게 협공당하여 전사했다.

## 같이 보기
- 삼국지 인물 목록